# Chartergus globiventris
Chartergus globiventris är en getingart som beskrevs av Henri Saussure 1854. Chartergus globiventris ingår i släktet Chartergus och familjen getingar. Inga underarter finns listade i Catalogue of Life.